# Scottsdale (Australia)
Scottsdale è una città della Tasmania, in Australia; essa si trova 250 chilometri a nord di Hobart ed è la sede della Municipalità di Dorset. Al censimento del 2006 contava 1.966 abitanti.